# Tang Jingzhi
Tang Jingzhi (en chino tradicional, 湯景之; en chino simplificado, 汤景之; pinyin, Tāng Jǐngzhī (Hangzhou, China, 15 de septiembre de 1986) es una deportista china que compite en natación. Participó en los Juegos Olímpicos de Pekín 2008, obteniendo una medalla de plata en la prueba de 4 × 200 m libre tras nadar las series eliminatorias.
Durante el Campeonato Mundial de Natación en Piscina Corta de 2002 se proclamó campeona del mundo también en la prueba de 4x200 metros libres.

## Palmarés internacional
| Juegos Olímpicos                                | Juegos Olímpicos  | Juegos Olímpicos  | Juegos Olímpicos |
| Año                                             | Lugar             | Medalla           | Prueba           |
| ----------------------------------------------- | ----------------- | ----------------- | ---------------- |
| 2008                                            | Pekín (China)     | Medalla de plata  | 4 × 200 m libre  |
| Campeonato Mundial de Natación en Piscina Corta |                   |                   |                  |
| 2002                                            | Moscú (Rusia)     | Medalla de oro    | 4 × 200 m libre  |
| 2002                                            | Moscú (Rusia)     | Medalla de bronce | 4 × 100 m libre  |
| 2006                                            | Shanghái (China)  | Medalla de plata  | 4 × 200 m libre  |
| Campeonato Mundial de Natación                  |                   |                   |                  |
| 2005                                            | Montreal (Canadá) | Medalla de bronce | 4 × 200 m libre  |

1. ↑  Compitió en la serie de clasificación.